# Ушівка
У́шівка — село в Україні, у Новгород-Сіверській міській громаді Новгород-Сіверського району Чернігівської області. Населення становить 93 осіб. До 2020 орган місцевого самоврядування — Об'єднанська сільська рада. 
Ушівка з усіх боків оточена лісом. Вздовж південної околиці села тече річка Лоска. На схід від села розташована гідрологічна пам'ятка природи «Ушівська криниця».

## Історія
У підтвердження свого козацького походження хутір мав універсали від чотирьох гетьманів: Самойловича, Мазепи, Скоропадського, Апостола та численні кріпості Новгородського сотенного уряду. Хутір був заснований в 1680-х рр. військовим товаришем Марком Фаєм в найгарнішому місці, в одвічній дубині на лівобережній горі в серединній течії річки Лоски. За документами виходить, що раніше там було якесь село, але «во время неврожайное дворов близко 40 остались в пусте», а поля по обидві боки річки Лоски заросли лісом.
У 1650-х рр. вище по Лосці з’явилася слобідка Ушівци (нині село Слобідка), яка була заселена литвинами, вихідцями з села Ушівци, розташованого на річці Уша (нині село Лозовка, Сморгонського району Гродненьської області Білорусі). Нові білоруські переселенці дали слобідці назву рідного села Ушівці й відповідно річка Лоска в межах слобідських земель стала зватися Ушівцею, Ушівкою. Тож заснований Фаєм Ушівський хутір вказано в універсалі гетьмана Івана Мазепи від 6 вересня 1702 р., як хутір розташований на річці Ушивці. По смерті Фая Ушівський хутір дістався його жінці Устині, яка невдовзі вийшла заміж за бунчукового товариша Андрія Зіневича.
За Генеральним описом 1768 р. землі власника Ушівського хутора бунчукового товариша Григорія Зіневича (онука Андрія Зіневича) тяглися по обидві боки річки Лоски як зарослі лісом колишні орні поля, що потребують очистки, та споконвічні пущі.
При Ушівському хуторі був млин у Займищі під лівобережною горою на річці Лосці. Він був збудований ще за дозволом універсалу гетьмана Івана Мазепи від 6 вересня 1702 р. (тобто млин знаходився на греблі біля нинішньої Ушівської криниці). Млин був п’ятим на річці Лосці після чотирьох монастирських млинів біля Курилівки, Сухомлинівки, Студінки (Густині) та Лоски (урочище Ступник). Шостим був млин блистовця Семена Бурди вище Ушівського хутора по Лосці. Ушівський млин мав один жорновий камінь, працював по наявності зерна, яке в більшій мірі спрямовувалося не на млин, а на винокурню Зіневича, розташовану в самому Ушівському хуторі.
У описі 1768 р. значаться в Ушівському хуторі дві винокурні, одна стара пуста й зовсім ветха, друга – нова на сім котлів. Біля будинку Зіневича на горі була пасіка на 29 вуликів. Також було ще 19 бортних дерев з бджолиними дуплами.  
У документах опису зазначено, що вигонів для випасу худоби при Ушівському хуторі та на приналежних йому землях не було. Проте було дві сіножаті, одна – в урочищі Стовпище на річці Лосці, де накошувалося, «в случаю в лугах урожаю», возів на 200 доброго сіна. Друга сіножать була біля самої Десни, де накошувалося 8 возів сіна. 
У хуторі знаходився дерев’яний будинок бунчукового товариша Григорія Зіневича. Будинок був старий, ветхий, мабуть, зведений ще в 1680-х рр. засновником хутора військовим товаришем Марком Фаєм. У будинку проживав Григорій Зіневич з дружиною Євдокією 34 р. та дітьми – Стефаном 17 р (1751 р.н.), Олександром 8 р. (1760 р.н.), Катериною 15 р., Марфою 10 р., Параскою 6 р. 
У 60-х роках XIX ст. в селі було засновано фаянсову фабрику. Тут виробляли столовий і чайний посуд колишні майстри фабрики Миклашевського. Тарілки, блюда, кухлі та глечики розписували кольоровими емалями. Керамічну масу виготовляли з полошківського каоліну і глини з села Стахорщини колишнього Новгород-Сіверського повіту на Чернігівщині.
12 червня 2020 року, відповідно до розпорядження Кабінету Міністрів України № 730-р «Про визначення адміністративних центрів та затвердження територій територіальних громад Чернігівської області», увійшло до складу Новгород-Сіверської міської громади.
19 липня 2020 року, в результаті адміністративно - територіальної реформи та ліквідації колишнього Новгород-Сіверського району, село увійшло до новоствореного Новгород-Сіверського району Чернігівської області.

## Населення

### Мова
Розподіл населення за рідною мовою за даними перепису 2001 року:
| Мова       | Кількість | Відсоток |
| ---------- | --------- | -------- |
| українська | 92        | 98.93%   |
| російська  | 1         | 1.07%    |
| Усього     | 93        | 100%     |